# Kołuzajewo
Kołuzajewo (ros. Колузаево) – chutor w Rosji, w obwodzie rostowskim, w rejonie azowskim. W 2010 liczył 544 mieszkańców.